# Okhaldhunga
Der Distrikt Okhaldhunga (Nepali ओखलढुङ्गा जिल्ला) ist ein Distrikt in Nepal und gehört seit der Verfassung von 2015 zur Provinz Koshi.
Die Flüsse Likhu Khola, Sunkoshi und Dudhkoshi bilden die westliche, südliche und östliche Distriktgrenze. Der Fluss Maulung Khola durchfließt den zentralen Teil des Distrikts.
Der Distrikt hatte bei der Volkszählung im Jahre 2001 156.702 Einwohner; 2011 waren es 147.984.

## Verwaltungsgliederung
Städte im Distrikt Okhaldhunga:
- Siddhicharan

Gaunpalikas (Landgemeinden):
- Manebhanjyang
- Champadevi
- Sunkoshi
- Molung
- Chisankhugadhi
- Khiji Demba
- Likhu